# Syntelopodeuma gracilipes
Syntelopodeuma gracilipes är en mångfotingart som beskrevs av Karl Wilhelm Verhoeff 1914. Syntelopodeuma gracilipes ingår i släktet Syntelopodeuma och familjen Diplomaragnidae. Inga underarter finns listade i Catalogue of Life.